# ألبوم بهرام ميرزا

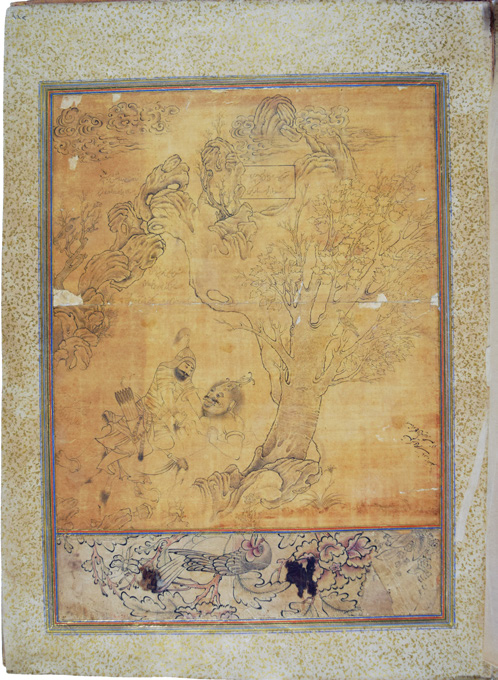
صفحة مزدوجة تحتوي على رستم يقتل الجني الأبيض؛ بقلم كمال الدين بهزاد، أواخر القرن الخامس عشر أو أوائل القرن السادس عشر؛ وجزء من رسم على الطراز الصيني لطائر وفراشة وزهور، أواخر القرن الخامس عشر.

ألبوم بهرام ميرزا هو مجموعة فنية للأمير الصفوي بهرام ميرزا الصفوي، جمعها دست محمد الهروي بين عامي 1543 و1545. تم حفظها في قصر طوب قابي في إسطنبول منذ النصف الثاني من القرن السادس عشر، ويبدو أنها كانت لها تأثير كبير على تصور إيران الصفوية لأسلوب فني فارسي فريد من نوعه. ويضم أعمالاً لمختلف الفنانين المتميزين مثل كمال الدين بهزاد، وأحمد موسى، وعبد الحي، وجعفر التبريزي، وسلطان علي المشهدي، وشاه محمود النيسابوري، وأنيسي. تتضمن مقدمة الألبوم ذات الصفحات المزدوجة، والتي عادة ما تكون مخصصة لصور البلاط، صورة علي بن أبي طالب، مما يؤكد بشكل أكبر على التراث الروحي للصفويين منه. في المقدمة، يشار إلى علي بأنه "أول رسام إسلامي". يحتوي الألبوم أيضًا على العديد من اللوحات الصينية، والتي لم يتم ذكرها على وجه التحديد في الديباجة.
ومن المرجح أن الكتاب والفنانين الصفويين تعلموا عن الفن الصيني من الأعمال الفنية التي وصلت إلى إيران قبل عدة عقود من الزمان، حيث كان هناك عدد قليل جدًا من التبادلات الثقافية بين الصين وإيران في عهد الشاه طهماسب الأول (حكم 1524–1576).